# Elecciones regionales de Ayacucho de 2018
Las elecciones regionales de Ayacucho de 2018 se llevaron a cabo el 7 de octubre de 2018 para elegir al gobernador regional, al vicegobernador regional y al Consejo Regional para el periodo 2019-2022. Se celebró simultáneamente con elecciones regionales y municipales (provinciales y distritales) en todo el Perú. La segunda vuelta regional se llevó a cabo el 9 de diciembre de 2018.
Durante la primera vuelta, los candidatos Carlos Rua Carbajal (Musuq Ñan) y Richard Prado Ramos (Qatun Tarpuy) obtuvieron las dos primeras minorías y pasaron al balotaje. En este, Carlos Rua Carbajal obtuvo el 58.90% de votos válidos y resultó electo como gobernador regional de Ayacucho.

## Sistema electoral
El Gobierno Regional de Ayacucho es el órgano administrativo y de gobierno del departamento de Ayacucho. Está compuesto por el gobernador regional, el vicegobernador regional y el Consejo Regional.
La votación se realiza en base al sufragio universal, que comprende a todos los ciudadanos nacionales mayores de dieciocho años, empadronados y residentes en el departamento de Ayacucho y en pleno goce de sus derechos políticos.
El gobernador y vicegobernador regional son elegidos por sufragio directo. Para que un candidato sea proclamado ganador debe obtener no menos de 30 % de votos válidos. En caso ningún candidato logre ese porcentaje en la primera vuelta electoral, los dos candidatos más votados participan en una segunda vuelta o balotaje. No hay reelección inmediata de gobernadores regionales.
El Consejo Regional de Ayacucho está compuesto por 16 consejeros elegidos por sufragio directo para un período de cuatro (4) años. La votación es por lista cerrada y bloqueada. Cada provincia del departamento de Ayacucho constituye una circunscripción electoral. Se asigna a la lista ganadora los escaños según el método d'Hondt. La distribución y el número de consejeros regionales es la siguiente:
| Circunscripción                                                                                  | Escaños | Mapa |
| ------------------------------------------------------------------------------------------------ | ------- | ---- |
| Huamanga(+1)                                                                                     | 3       |      |
| Cangallo(+1), Huanta y La Mar                                                                    | 2       |      |
| Huanca Sancos, Lucanas, Parinacochas, Paucar del Sara Sara, Sucre, Víctor Fajardo y Vilcashuamán | 1       |      |

## Composición del Consejo Regional de Ayacucho
La siguiente tabla muestra la composición del Consejo Regional de Ayacucho antes de las elecciones.
| Partidos | Partidos                             | Consejeros |
| -------- | ------------------------------------ | ---------- |
|          | Alianza para el Progreso de Ayacucho | 5          |
|          | Alianza Renace Ayacucho              | 4          |
|          | Musuq Ñan                            | 3          |
|          | Qatun Tarpuy                         | 1          |
|          | Unidos por el Desarrollo de Ayacucho | 1          |

## Partidos y candidatos
A continuación se muestra una lista de los principales partidos y alianzas electorales que participaron en las elecciones:
| Candidatura | Candidatura | Partidos y alianzas                                         | Candidato | Candidato                 | Ideología                                                          | Resultado previo | Resultado previo | Ref. |
| Candidatura | Candidatura | Partidos y alianzas                                         | Candidato | Candidato                 | Ideología                                                          | Votos (%)        | Con.             | Ref. |
| ----------- | ----------- | ----------------------------------------------------------- | --------- | ------------------------- | ------------------------------------------------------------------ | ---------------- | ---------------- | ---- |
|             | APP         | Lista - Alianza para el Progreso (APP)                      |           | Germán Martinelli Chuchón | Liberalismo económico Conservadurismo liberal Populismo de derecha | 27.66%           | 5                |      |
|             | DIA         | Lista - Desarrollo Integral Ayacucho (DIA)                  |           | Pabel Bellido Miranda     | Regionalismo ayacuchano                                            | 27.66%           | 5                |      |
|             | MÑ          | Lista - Musuq Ñan (MÑ)                                      |           | Carlos Rua Carbajal       | Regionalismo ayacuchano                                            | 13.24%           | 3                |      |
|             | QT          | Lista - Qatun Tarpuy (QT)                                   |           | Richard Prado Ramos       | Regionalismo ayacuchano                                            | 7.39%            | 1                |      |
|             | APRA        | Lista - Partido Aprista Peruano (APRA)                      |           | Omar Quezada Martínez     | Aprismo                                                            | 2.34%            | 0                |      |
|             | TPP         | Lista - Todos por el Perú (TPP)                             |           | Víctor Hugo Simbrón       | Liberalismo Humanismo Progresismo                                  | Nuevo            | Nuevo            |      |
|             | FA          | Lista - Frente Amplio (FA)                                  |           | Wilmer Rivera Fuentes     | Socialismo Ecologismo Descentralización                            | Nuevo            | Nuevo            |      |
|             | PL          | Lista - Perú Libertario (PL)                                |           | Richard Ortega Quispe     | Socialismo del siglo XXI Marxismo-leninismo Mariateguismo          | Nuevo            | Nuevo            |      |
|             | MIRE        | Lista - Movimiento Independiente Innovación Regional (MIRE) |           | Isaac Molina Chávez       | Regionalismo ayacuchano                                            | Nuevo            | Nuevo            |      |
|             | GA          | Lista - Movimiento Regional Gana Ayacucho (GA)              |           | José Urquizo Maggia       | Regionalismo ayacuchano                                            | Nuevo            | Nuevo            |      |
|             | TEPA        | Lista - Tecnología de Punta para Ayacucho (TEPA)            |           | Esperanza Rojas Gutiérrez | Regionalismo ayacuchano                                            | Nuevo            | Nuevo            |      |

## Sondeos de opinión
Las siguientes tablas enumeran las estimaciones de la intención de voto en orden cronológico inverso, mostrando las más recientes primero y utilizando las fechas en las que se realizó el trabajo de campo de la encuesta. Cuando se desconocen las fechas del trabajo de campo, se proporciona la fecha de publicación.
Leyenda:
     Sondeo realizado en el periodo de prohibición legal de la difusión de sondeos de intención de voto.

### Balotaje

#### Intención de voto
La siguiente tabla enumera las estimaciones ponderadas (sin incluir votos en blanco y nulos) de la intención de voto.
|                                                           |                |     |      |      |      |  |  |  |  |  |  |
| Elecciones regionales de 2018                             | 9 dic 2018     | —   | 58.9 | 41.1 | 17.8 |  |  |  |  |  |  |
|                                                           |                |     |      |      |      |  |  |  |  |  |  |
| Delfos, Estudios, Investigación y Análisis Socioeconómico | 28 nov 2018    | ?   | 57.3 | 42.7 | 14.6 |  |  |  |  |  |  |
| LP Marketing y Publicidad                                 | 25–28 nov 2018 | 598 | 53.5 | 46.5 | 7.0  |  |  |  |  |  |  |

#### Preferencias de voto
La siguiente tabla enumera las preferencias de voto en bruto (incluyendo blancos, viciados y sin respuesta) y no ponderadas.
|                                                           |                |     |      |      |      |      |      |  |  |  |  |  |
| Elecciones regionales de 2018                             | 9 dic 2018     | —   | 50.8 | 35.5 | 13.7 | –    | 15.3 |  |  |  |  |  |
|                                                           |                |     |      |      |      |      |      |  |  |  |  |  |
| Delfos, Estudios, Investigación y Análisis Socioeconómico | 28 nov 2018    | ?   | 49.2 | 36.6 | –    | 14.2 | 12.6 |  |  |  |  |  |
| LP Marketing y Publicidad                                 | 25–28 nov 2018 | 598 | 39.8 | 34.6 | 16.3 | 9.3  | 5.2  |  |  |  |  |  |

### Primera vuelta

#### Intención de voto
La siguiente tabla enumera las estimaciones ponderadas (sin incluir votos en blanco y nulos) de la intención de voto.
| Encuestadora/Medio            | Fecha      | Muestra | Carlos Rúa | Richard Prado | José Urquizo | Pabel Bellido | Esperan. Rojas | Germán Martinelli | Wilmer Rivera | Dif. |  |  |  |  |
| ----------------------------- | ---------- | ------- | ---------- | ------------- | ------------ | ------------- | -------------- | ----------------- | ------------- | ---- |  |  |  |  |
| Encuestadora/Medio            | Fecha      | Muestra |            |               |              |               |                |                   |               |      |  |  |  |  |
| Elecciones regionales de 2018 | 7 oct 2018 | —       | 28.1       | 23.6          | 13.0         | 12.5          | 6.4            | 5.0               | 3.6           | 4.5  |  |  |  |  |
|                               |            |         |            |               |              |               |                |                   |               |      |  |  |  |  |
| Ipsos Perú/América            | 7 oct 2018 | ?       | 24.1       | 18.8          | 12.8         | 15.9          | –              | –                 | –             | 5.3  |  |  |  |  |
| Datum Internacional/Latina    | 7 oct 2018 | ?       | 26.2       | 24.8          | 11.3         | 14.8          | –              | –                 | –             | 1.4  |  |  |  |  |
| Ipsos Perú/América            | 7 oct 2018 | ?       | 27.1       | 19.8          | 14.0         | 13.7          | –              | –                 | –             | 7.3  |  |  |  |  |
| Datum Internacional/Latina    | 7 oct 2018 | ?       | 32.7       | 17.9          | 10.3         | 14.9          | 5.8            | –                 | 3.5           | 14.8 |  |  |  |  |
| LP Marketing y Publicidad     | 7 oct 2018 | ?       | 29.1       | 18.9          | 10.3         | 17.4          | 4.3            | 4.8               | 5.4           | 10.2 |  |  |  |  |

#### Preferencias de voto
La siguiente tabla enumera las preferencias de voto en bruto (incluyendo blancos, viciados y sin respuesta) y no ponderadas.
| Encuestadora/Medio                                        | Fecha       | Muestra | Carlos Rúa | Richard Prado | José Urquizo | Pabel Bellido | Esperan. Rojas | Germán Martinelli | Wilmer Rivera | B/V  | NS/NO | Dif. |  |  |  |
| --------------------------------------------------------- | ----------- | ------- | ---------- | ------------- | ------------ | ------------- | -------------- | ----------------- | ------------- | ---- | ----- | ---- |  |  |  |
| Encuestadora/Medio                                        | Fecha       | Muestra |            |               |              |               |                |                   |               |      |       |      |  |  |  |
| Elecciones regionales de 2018                             | 7 oct 2018  | —       | 22.9       | 19.3          | 10.6         | 10.2          | 5.2            | 4.1               | 3.0           | 18.4 | –     | 3.6  |  |  |  |
|                                                           |             |         |            |               |              |               |                |                   |               |      |       |      |  |  |  |
| LP Marketing y Publicidad                                 | 7 oct 2018  | ?       | 25.3       | 16.4          | 8.9          | 15.1          | 3.7            | 4.2               | 4.7           | 12.5 | 0.8   | 8.9  |  |  |  |
| Delfos, Estudios, Investigación y Análisis Socioeconómico | 30 sep 2018 | ?       | 31.5       | 14.0          | 13.4         | –             | –              | –                 | –             | –    | –     | 17.5 |  |  |  |
| Delfos, Estudios, Investigación y Análisis Socioeconómico | 3 sep 2018  | ?       | 27.4       | 11.8          | 10.8         | –             | –              | 5.5               | –             | –    | –     | 15.6 |  |  |  |
| Delfos, Estudios, Investigación y Análisis Socioeconómico | 15 jul 2018 | ?       | 21.4       | 10.2          | 6.2          | 2.5           | 2.7            | 3.6               | –             | 9.6  | 34.3  | 11.2 |  |  |  |

## Resultados

### Gobierno Regional de Ayacucho
| Candidatos           | Candidatos                | Partidos y coaliciones                              | Primera vuelta 7 oct 2018 | Primera vuelta 7 oct 2018 | Balotaje 9 dic 2018 | Balotaje 9 dic 2018 |  |
| Candidatos           | Candidatos                | Partidos y coaliciones                              | Votos                     | %                         | Votos               | %                   |  |
| -------------------- | ------------------------- | --------------------------------------------------- | ------------------------- | ------------------------- | ------------------- | ------------------- |  |
|                      | Carlos Rua Carbajal       | Musuq Ñan (MÑ)                                      | 79,940                    | 28.08                     | 150,111             | 58.90               |  |
|                      | Richard Prado Ramos       | Qatun Tarpuy (QT)                                   | 67,163                    | 23.60                     | 104,753             | 41.10               |  |
|                      | José Urquizo Maggia       | Movimiento Regional Gana Ayacucho (GA)              | 36,893                    | 12.96                     |                     |                     |  |
|                      | Pabel Bellido Miranda     | Desarrollo Integral Ayacucho (DIA)                  | 35,638                    | 12.52                     |                     |                     |  |
|                      | Esperanza Rojas Gutiérrez | Tecnología de Punta para Ayacucho (TEPA)            | 18,148                    | 6.38                      |                     |                     |  |
|                      | Germán Martinelli Chuchón | Alianza para el Progreso (APP)                      | 14,229                    | 5.00                      |                     |                     |  |
|                      | Wilmer Rivera Fuentes     | Frente Amplio (FA)                                  | 10,296                    | 3.62                      |                     |                     |  |
|                      | Isaac Molina Chávez       | Movimiento Independiente Innovación Regional (MIRE) | 7,884                     | 2.77                      |                     |                     |  |
|                      | Omar Quezada Martínez     | Partido Aprista Peruano (APRA)                      | 6,289                     | 2.21                      |                     |                     |  |
|                      | Richard Ortega Quispe     | Perú Libertario (PL)                                | 5,458                     | 1.92                      |                     |                     |  |
|                      | Víctor Hugo Simbrón       | Todos por el Perú (TPP)                             | 2,702                     | 0.95                      |                     |                     |  |
|                      |                           |                                                     |                           |                           |                     |                     |  |
| Total                | Total                     | Total                                               | 284,640                   |                           | 254,864             |                     |  |
|                      |                           |                                                     |                           |                           |                     |                     |  |
| Votos válidos        | Votos válidos             | Votos válidos                                       | 284,640                   | 81.59                     | 254,864             | 86.26               |  |
| Votos en blanco      | Votos en blanco           | Votos en blanco                                     | 33,003                    | 9.46                      | 10,760              | 3.64                |  |
| Votos nulos          | Votos nulos               | Votos nulos                                         | 31,213                    | 8.95                      | 29,852              | 10.10               |  |
| Votos emitidos       | Votos emitidos            | Votos emitidos                                      | 348,856                   | 76.76                     | 295,476             | 65.02               |  |
| Abstenciones         | Abstenciones              | Abstenciones                                        | 105,599                   | 23.24                     | 158,979             | 34.98               |  |
| Votantes registrados | Votantes registrados      | Votantes registrados                                | 454,455                   |                           | 454,455             |                     |  |
|                      |                           |                                                     |                           |                           |                     |                     |  |
| Fuente:              |                           |                                                     |                           |                           |                     |                     |  |

### Consejo Regional de Ayacucho
|                        |                                                     |              |              |              |         |         |  |
| Partidos y coaliciones | Partidos y coaliciones                              | Voto popular | Voto popular | Voto popular | Escaños | Escaños |  |
| Partidos y coaliciones | Partidos y coaliciones                              | Votos        | %            | ±pp          | Total   | +/−     |  |
|                        | Qatun Tarpuy (QT)                                   | 67,037       | 24.37        | +14.90       | 5       | +4      |  |
|                        | Musuq Ñan (MÑ)                                      | 66,631       | 24.22        | +10.44       | 7       | +4      |  |
|                        | Movimiento Regional Gana Ayacucho (GA)              | 39,600       | 14.39        | Nuevo        | 3       | +3      |  |
|                        | Desarrollo Integral Ayacucho (DIA)                  | 33,088       | 12.03        | n/a          | 1       | –1      |  |
|                        | Tecnología de Punta para Ayacucho (TEPA)            | 17,345       | 6.30         | Nuevo        | 0       | ±0      |  |
|                        | Alianza para el Progreso (APP)                      | 16,582       | 6.03         | n/a          | 0       | –3      |  |
|                        | Frente Amplio (FA)                                  | 11,621       | 4.22         | n/a          | 0       | ±0      |  |
|                        | Movimiento Independiente Innovación Regional (MIRE) | 7,789        | 2.83         | n/a          | 0       | ±0      |  |
|                        | Democracia Directa (DD)                             | 4,633        | 1.68         | n/a          | 0       | ±0      |  |
|                        | Perú Libertario (PL)                                | 4,210        | 1.53         | n/a          | 0       | ±0      |  |
|                        | Partido Aprista Peruano (APRA)                      | 3,917        | 1.42         | –1.42        | 0       | ±0      |  |
|                        | Todos por el Perú (TPP)                             | 2,681        | 0.97         | n/a          | 0       | ±0      |  |
|                        |                                                     |              |              |              |         |         |  |
| Total                  | Total                                               | 275,134      |              |              | 16      | +2      |  |
|                        |                                                     |              |              |              |         |         |  |
| Votos válidos          | Votos válidos                                       | 275,134      | 78.87        | +0.73        |         |         |  |
| Votos en blanco        | Votos en blanco                                     | 43,524       | 12.48        | –2.65        |         |         |  |
| Votos nulos            | Votos nulos                                         | 30,198       | 8.66         | +1.93        |         |         |  |
| Votos emitidos         | Votos emitidos                                      | 348,856      | 76.76        | –3.56        |         |         |  |
| Abstenciones           | Abstenciones                                        | 105,599      | 23.24        | +3.56        |         |         |  |
| Votantes registrados   | Votantes registrados                                | 454,455      |              |              |         |         |  |
|                        |                                                     |              |              |              |         |         |  |
| Fuente:                |                                                     |              |              |              |         |         |  |

#### Resultados por provincia
| Provincia            | QT       | QT   | MÑ   | MÑ   | GA   | GA   | DIA  | DIA  | TEPA | TEPA | APP  | APP | FA   | FA  | IR   | IR  | DD  | DD  | PL  | PL  |   |
| Provincia            | %        | E    | %    | E    | %    | E    | %    | E    | %    | E    | %    | E   | %    | E   | %    | E   | %   | E   | %   | E   |   |
| -------------------- | -------- | ---- | ---- | ---- | ---- | ---- | ---- | ---- | ---- | ---- | ---- | --- | ---- | --- | ---- | --- | --- | --- | --- | --- | - |
| Provincia            | Cangallo | 22.8 | –    | 23.4 | 1    | 23.7 | 1    | 13.7 | –    | 5.6  | –    | 5.0 | –    | 1.1 | –    | 3.2 | –   | 0.9 | –   | 0.2 | – |
| Huamanga             | 20.3     | 1    | 24.9 | 1    | 10.3 | –    | 15.4 | 1    | 7.2  | –    | 5.1  | –   | 6.0  | –   | 2.3  | –   | 2.9 | –   | 2.7 | –   |   |
| Huanca Sancos        | 14.1     | –    | 35.2 | 1    | 21.5 | –    | 14.5 | –    | 0.6  | –    | 2.5  | –   |      |     | 10.3 | –   | 0.0 | –   | 0.1 | –   |   |
| Huanta               | 36.0     | 1    | 27.0 | 1    | 11.9 | –    | 5.4  | –    | 8.4  | –    | 2.2  | –   | 2.7  | –   | 0.6  | –   | 1.2 | –   | 0.9 | –   |   |
| La Mar               | 32.5     | 1    | 26.1 | 1    | 19.3 | –    | 8.2  | –    | 5.2  | –    | 3.4  | –   | 1.0  | –   | 2.7  | –   | 0.2 | –   | 0.3 | –   |   |
| Lucanas              | 15.8     | –    | 17.5 | –    | 17.7 | 1    | 17.4 | –    | 4.3  | –    | 16.3 | –   | 1.0  | –   | 7.2  | –   | 0.2 | –   | 0.6 | –   |   |
| Parinacochas         | 38.0     | 1    | 26.7 | –    | 11.6 | –    | 4.1  | –    | 2.3  | –    | 11.6 | –   | 0.7  | –   | 1.1  | –   | 2.7 | –   | 0.2 | –   |   |
| Páucar del Sara Sara | 3.2      | –    | 24.7 | 1    | 16.9 | –    | 7.4  | –    | 10.8 | –    | 11.7 | –   | 0.4  | –   | 16.2 | –   |     |     | 2.8 | –   |   |
| Sucre                | 9.1      | –    | 25.1 | 1    | 11.4 | –    | 21.8 | –    | 2.2  | –    | 14.9 | –   | 2.6  | –   | 7.6  | –   | 1.8 | –   | 1.9 | –   |   |
| Víctor Fajardo       | 25.4     | 1    | 20.8 | –    | 23.2 | –    | 10.0 | –    | 4.4  | –    | 10.8 | –   | 1.4  | –   | 2.6  | –   |     |     | 0.4 | –   |   |
| Vilcashuamán         | 25.3     | –    | 9.2  | –    | 28.4 | –    | 3.2  | –    | 5.0  | –    | 6.2  | –   | 21.4 | –   | 0.4  | –   | 0.0 | –   | 0.3 | –   |   |
| Total                | 24.4     | 5    | 24.2 | 7    | 14.4 | 3    | 12.0 | 1    | 6.3  | –    | 6.0  | –   | 4.2  | –   | 2.8  | –   | 1.7 | –   | 1.5 | –   |   |

### Autoridades electas
| Cargo                                                     | Autoridad electa | Autoridad electa            | Partido político | Partido político                  |
| --------------------------------------------------------- | ---------------- | --------------------------- | ---------------- | --------------------------------- |
| Gobernador Regional de Ayacucho                           |                  | Carlos Rua Carbajal         |                  | Musuq Ñan                         |
| Vicegobernadora Regional de Ayacucho                      |                  | Gloria Falconí Zapata       |                  | Musuq Ñan                         |
| Consejero Regional de Ayacucho (por Cangallo)             |                  | Welfrido Tenorio Velásquez  |                  | Movimiento Regional Gana Ayacucho |
| Consejero Regional de Ayacucho (por Cangallo)             |                  | Wilber Huashuayo Hinostroza |                  | Musuq Ñan                         |
| Consejera Regional de Ayacucho (por Huamanga)             |                  | Elizabeth Prado Montoya     |                  | Musuq Ñan                         |
| Consejero Regional de Ayacucho (por Huamanga)             |                  | Javier Berrocal Crisóstomo  |                  | Qatun Tarpuy                      |
| Consejero Regional de Ayacucho (por Huamanga)             |                  | Dante Medina Gutiérrez      |                  | Desarrollo Integral Ayacucho      |
| Consejero Regional de Ayacucho (por Huanca Sancos)        |                  | Edgar Olivares Yanqui       |                  | Musuq Ñan                         |
| Consejera Regional de Ayacucho (por Huanta)               |                  | Cleofé Pineda Gamboa        |                  | Qatun Tarpuy                      |
| Consejero Regional de Ayacucho (por Huanta)               |                  | Oscar Oré Curo              |                  | Musuq Ñan                         |
| Consejero Regional de Ayacucho (por La Mar)               |                  | Alejandro Anaya Oriundo     |                  | Qatun Tarpuy                      |
| Consejero Regional de Ayacucho (por La Mar)               |                  | Roger Palomino Vilcatoma    |                  | Musuq Ñan                         |
| Consejero Regional de Ayacucho (por Lucanas)              |                  | Hermilio Linares Neyra      |                  | Movimiento Regional Gana Ayacucho |
| Consejero Regional de Ayacucho (por Parinacochas)         |                  | César Moscoso Céspedes      |                  | Qatun Tarpuy                      |
| Consejera Regional de Ayacucho (por Páucar del Sara Sara) |                  | Verónica Vargas Huayta      |                  | Musuq Ñan                         |
| Consejera Regional de Ayacucho (por Sucre)                |                  | Ysabel de la Cruz Jorge     |                  | Musuq Ñan                         |
| Consejero Regional de Ayacucho (por Víctor Fajardo)       |                  | Eulogio Cordero García      |                  | Qatun Tarpuy                      |
| Consejero Regional de Ayacucho (por Vilcashuamán)         |                  | Mario Valdez Ochoa          |                  | Movimiento Regional Gana Ayacucho |